# Joan Creus Custodio
Joan Creus Custodio (nacido el 11 de enero de 1992 en Granollers, Barcelona) es un jugador de baloncesto español. Con 1,85 metros de estatura, juega en la posición de base en el Club Bàsquet Prat. Es hijo de Joan Creus y sobrino de Jordi Creus, también jugadores profesionales de baloncesto.

## Trayectoria
Formado en la cantera del FC Barcelona, consigue el MVP en el campeonato de España junior ganado por los culés en 2010, Creus jugó en Liga Endesa con el Bàsquet Manresa las dos últimas temporadas. Además ha sido internacional con España en categorías de formación.
En 2014 firma por el Oviedo Club Baloncesto, de Adecco Oro, donde promedia 4.3 puntos y 2.4 asistencias para 6.5 de valoración en 16 minutos por partido.
En 2015 el base procedente del Oviedo Club Baloncesto de Adecco Oro, se incorpora al equipo filial de Club Baloncesto Estudiantes, y también entrará en los planes del primer equipo.
En marzo fichó por el Movistar Estudiantes, inicialmente para competir en el filial, pero donde entrenó y llegó a jugar con el equipo de Liga Endesa.
En verano 2015, el base catalán llega al Básquet Coruña con el objetivo de afianzarse como jugador de nivel en Adecco Oro, y con vistas a poder consolidarse en la Liga Endesa en el futuro.